# Яхиново
Яхи́ново (болг. Яхиново) — село в Кюстендильській області Болгарії. Входить до складу общини Дупниця.

## Населення
За даними перепису населення 2011 року у селі проживали 2026 осіб, з них 1953 особи (99,6%) — болгари.
Розподіл населення за віком у 2011 році:
Динаміка населення: